# Guillaume de Châtillon-Blois
Cet article possède un paronyme, voir Guillaume de Châtillon.
Guillaume de Châtillon-Blois ou Guillaume de Bretagne, né avant 1420 et mort en 1455, membre de la famille bretonne des Penthièvre, est comte de Penthièvre, vicomte de Limoges et seigneur de Payzac de 1453 à 1455.
Victime du conflit entre la maison de Penthièvre et la maison de Montfort, et passe la plus grande partie de sa vie comme otage des ducs de Bretagne (1420-1448).

## Biographie

### Origines familiales et formation
Guillaume est le fils de Jean Ier de Châtillon (1345-1404) et de Marguerite de Clisson, comtesse de Penthièvre. 
En tant que cadet, Guillaume est destiné à une carrière ecclésiastique. Il fréquente l'université d'Angers et, malgré son jeune âge, sa famille négocie avec le duc de Bretagne sa nomination comme évêque de Vannes ou de Saint-Brieuc.  

### Emprisonné comme otage (1420-1448)
Après l'échec des complots de Marguerite de Clisson et de ses fils (1420 et 1422) contre le duc Jean V de Bretagne, la famille de Penthièvre est citée à comparaitre devant le Parlement et les États de Bretagne convoqués à Vannes. 
Dès 1420 (29 juillet), Guillaume est livré comme otage par ses frères au duc de Bretagne.
Mais les frères de Guillaume font défaut. Le 16 février 1425, considérés comme « félons et traitres  », ils sont condamnés à la confiscation de tous leurs biens en Bretagne. 
Guillaume va passer 28 ans comme otage, à Nantes, à Vannes, au donjon de l'Isle près de la Roche Bernard, à Brest et à Auray. 
Il est libéré en 1448 après la réconciliation de François Ier avec sa famille[pas clair]. 

### Dernières années (1448-1455)
Il épouse Isabelle de La Tour d'Auvergne, fille de Bertrand V de La Tour d'Auvergne, dont il a trois enfants : 
- Françoise de Châtillon, épouse d'Alain d'Albret
- Jeanne de Châtillon, épouse de Jean de Surgères
- Charlotte de Châtillon, épouse d'Antoine de Villequier